# Лютаджик
Лютаджик (болг. Лютаджик) — село в Болгарии. Находится в Врачанской области, входит в общину Враца. Население составляет 141 человек.

## Политическая ситуация
Лютаджик подчиняется непосредственно общине и не имеет своего кмета.
Кмет (мэр) общины Враца — Тотю Младенов Младенов (Граждане за европейское развитие Болгарии (ГЕРБ)) по результатам выборов в правление общины.